# Орден слободе
Орден слободе (мкд. Орден на слободата; словен. Red svobode) био је највише војно одликовање Социјалистичке Федеративне Републике Југославије, као и одликовање Савезне Републике Југославије и Државне заједнице Србије и Црне Горе, које се додељивало од 1945. до 2006. године.
Орден је установило Председништво Антифашистичког већа народног ослобођења Југославије (АВНОЈ) 9. јуна 1945. године. Додељивао се за изванредне успехе у руковођењу и командовању војним јединицама, а њиме су поред домаћих одликовани и страни држављани. Има облик правилне петокраке звезде, а цела површина Ордена је прекривена драгим камењем. Носи се на левој страни груди.
Аутор Ордена је југословенски вајар Антун Аугустинчић, који је био аутор већине југословенских одликовања, а због компликоване израде, припреме за израду прва три примерка су трајала три године, па је прва додела уследила тек 1947, односно 1951. године. Орден је пречника 68 милиметара, а израђен је од злата и платине, а у њега су уграђена 45 рубина и 61 брилијант, од кога је средишњи шест милиметара.
До 1955. године Орден је додељивало Председништво АВНОЈ-а, односно Президијум Народне скупштине ФНРЈ, а након тога председник Републике. Предлоге за одликовање Орденом доносили су Савезно извршно веће, републичка Извршна већа, савезни секретар за спољне послове и савезни секретар за народну одбрану. Орденом је одликовано свега деветоро особа, а први одликовани је био Јосип Броз Тито, Врховни командант Народноослободилачке војске и партизанских одреда Југославије (НОВ и ПОЈ) у току Другог светског рата. Поред њега, у време СФРЈ су одликована још тројица истакнутих партизанских команданата и генерала ЈНА.
Године 1956. Орденом слободе је одликован совјетски маршал и истакнути војсковођа Георгиј Жуков, а поред њега Орденом је мимо статута одликован и совјетски лидер Леонид Брежњев. Наиме приликом посете Југославији, новембра 1976. године, Брежњев је видео Орден слободе и пошто му се свидео, сам је инсистирао да му буде додељен. Како би испунио жељу свом госту, али и личном пријатељу, председник Тито га је одликовао овим Орденом. Пошто у том тренутку није било готових примерака Ордена, позајмљен је Орден генерала Косте Нађа, који је додељен Брежњеву, а Нађу је накнадно уручен нови примерка Ордена.
Након распада СФР Југославије, 1992. године одликовање се није додељивало све до 4. децембра 1998. године, када је доношењем Закона о одликовањима СР Југославије, поново уврштено у одликовања Савезне Републике Југославије, а касније и Државне заједнице СЦГ. У овом периоду Орден је додељен једини пут након НАТО бомбардовања СРЈ, 1999. године, када су њиме одликовани генерали Драгољуб Ојданић, начелник Генералштаб ВЈ и Небојша Павковић, командант Треће армије. Орден слободе и у СРЈ је имао један степен и додељивао се за изванредне успехе у руковођењу и командовању највећим војним јединицама, односно војним установама у рату.

## Изглед ордена

### СРЈ
Орден слободе израђен је од злата у облику правилне петокраке звезде, пречника 68мм. У средини звезде налази се, као најузвишенији део ордена, брилијант, пречника 6мм, оивичен једним кругом рубина. Испод брилијанта, у средини, укршта се пет златних мачева, чији се врхови пружају у правцу крака звезде. Површина звезде је испуњена рубинима, а краци звезде оивичени су низом брилијаната у ширини од 3мм. Између крака звезде извирују врхови друге, мање звезде, који су обележени рубинима. Врпца ордена израђена је од црвене ребрасте свиле, ширине 36мм, са утканим златним ивицама, широким по 2мм. На средини врпце налази се минијатурни знак ордена, пречника 10мм, израђен од злата. Орден Слободе носи се на левој страни груди.

## Носиоци овог одликовања
- СФР Југославија:

1. Јосип Броз Тито, одликован 28. новембра 1947. године.
2. Иван Гошњак, одликован 20. децембра 1951. године.
3. Коча Поповић, одликован 20. децембра 1951. године.
4. Коста Нађ, одликован 22. децембра 1973. године.

- Совјетски Савез:

1. Георгиј Жуков, одликован 1956. године.
2. Леонид Брежњев, одликован 1976. године.

- СР Југославија:

1. Драгољуб Ојданић, одликован 16. јуна 1999. године.
2. Небојша Павковић, одликован 16. јуна 1999. године.